# Misuku Hills
Misuku Hills är kullar i Malawi. De ligger i distriktet Chitipa District och regionen Northern Region, i den norra delen av landet. Kullarna är täckta av skog och utanför finns savann.
Misuku Hills sträcker sig 25,7 kilometer i öst-västlig riktning. Den högsta toppen är Misuku, 2 100 meter över havet.